# Peyrolles-en-Provence
Peyrolles-en-Provence ist eine französische Gemeinde mit 5316 Einwohnern (Stand 1. Januar 2022) im Département Bouches-du-Rhône der Region Provence-Alpes-Côte d’Azur. 

## Geografie
Die Gemeinde liegt an der Durance zwischen dem 20 Kilometer entfernten Aix-en-Provence und dem 30 Kilometer entfernten Manosque. Nachbargemeinden sind Jouques, Pertuis, Meyrargues und Saint-Paul-lès-Durance.

## Geschichte
Im 12. Jahrhundert wurde eine kleine Burg errichtet. Sie gehörte vom 15. bis zum 17. Jahrhundert dem französischen König. Im 17. Jahrhundert gab ihr ein neuer Besitzer ihr heutiges Aussehen. Die Burg ging schließlich an die Gemeinde über, die hier die Mairie und verschiedene Schulen ansiedelte.

## Sehenswürdigkeiten
- Kirche Saint-Pierre mit romanischem Kirchenschiff
- Kapelle Notre Dame d’Astors aus dem 12. Jahrhundert
- Glockenturm

## Demografie

### Bevölkerungsentwicklung
| Jahr      | 1962 | 1968 | 1975 | 1982 | 1990 | 1999 | 2008 | 2018 |
| Einwohner | 2003 | 2249 | 2297 | 2560 | 2918 | 3914 | 4477 | 5125 |

### Altersstruktur
28 Prozent der Bevölkerung sind 19 Jahre alt oder jünger. Vier Prozent der Bevölkerung sind 75 Jahre alt oder älter. Damit liegt der Altersdurchschnitt deutlich unter dem gesamtfranzösischen Altersdurchschnitt.